# Shun’ya Itō
Shun’ya Itō (japanisch 伊藤 俊也, Itō Shun’ya; * 17. Februar 1937) ist ein japanischer Drehbuchautor und Filmregisseur, der vorwiegend für seine Exploitationfilm aus den 1970er Jahren bekannt ist.

## Leben
Shun’ya Itō begann seine Karriere in den 1960er Jahren als Regieassistent in den Tōei-Studios, wo er parallel zu seiner Gewerkschaftstätigkeit namhaften Regisseuren, wie beispielsweise Teruo Ishii bei sieben Filmen, Masahiro Makino bei drei und Kinji Fukasaku bei zwei Werken assistierte. Hier sammelte er wie viele seiner ehemaligen Mitstudenten bei diversen Regieveteranen erste Erfahrungen. Aufgrund seiner langjährigen Gewerkschaftszugehörigkeit, musste er als Aktivist lange auf eine Chance warten, endlich Regie zu führen. Nach eigener Aussage konnte er erst – jenseits der 30 – durch Intervention älterer, erfahrener Kollegen sein Betätigungsfeld erweitern und an Drehbüchern mitarbeiten.
Als das Studio ihm schließlich ein Angebot für einen Erotikfilm (Pink Eiga) präsentierte – als Anfänger war es ihm kaum möglich ein anderes Genre zu realisieren – war er zunächst enttäuscht. Es handelte sich hierbei um eine Auftragsarbeit basierend auf dem Manga „Sasori“ von Tōru Shinohara. Die Comicvorlage diente bereits als Vorlage zu der damals populären Gefängnisserie Abashiri Bangaichi, die Itō aus seiner früheren Tätigkeit bereits bestens kannte. Dem Filmemacher missfiel die erste Version des Drehbuchs zu seinem Erstlingswerk Sasori – Scorpion, dem ersten Teil der kommerziell erfolgreichen Female Prisoner Scorpion, Tōeis eigener Frauengefängnisfilm-Reihe, und er überzeugte die beiden Jungautoren, das bestehende Drehbuch komplett zu überarbeiten, was dann auch geschah. Nach seinen Vorstellungen wurde das Szenarium gegen den Willen des damaligen Produzenten neu verfasst und schließlich 1972 realisiert.
Das Filmstudio gab die Hauptdarstellerin vor: Meiko Kaji. Die junge Frau war vorher beim Konkurrenzstudio Nikkatsu unter Vertrag und wechselte aufgrund der Fokussierung zu billigeren Sexfilmen die Produktionsgesellschaft. Itō lehnte die junge Schauspielerin eigener Aussage nach sofort ab, so dass es während der Dreharbeiten zu Unstimmigkeiten und Spannungen zwischen ihm und der Hauptdarstellerin kam.
Mit Kaji inszenierte er die Fortsetzungen Sasori – Jailhouse 41 (1972) und Sasori – Den of the Beast (1973), bevor Nikkatsu-Regisseur Yasuharu Hasebe den vierten Teil Sasori – Grudge Song vollendete. Itōs Sasori-Filme, die neben einer existentialistischen Gesellschaftskritik auch avantgardistische Stilmittel mit knallbunter Lichtsetzung, ausgefallenen Einstellungen und extremen Kamerawinkeln enthielten, galten seinerzeit als geradezu revolutionär.
Nach der Sasori-Filmreihe legte er eine fast zehnjährige Pause ein, bis er wieder einen Film für die Tōei-Studios realisierte, für die er fast sein ganzes Leben arbeitete. Sein Comebackfilm Yūkai hōdō wurde ein großer Publikums- und Kritikererfolg, ebenso sein 1985 entstandener Streifen Hana ichimomme, der sich 1986 gegen Akira Kurosawas Ran durchsetzte und als japanischer Kandidat für eine Oscar-Nominierung in der Kategorie „Bester fremdsprachiger Film“ ging.

## Filmografie (Auswahl)
- 1972: Sasori – Scorpion (Joshū 701-gō: Sasori)
- 1972: Sasori – Jailhouse 41 (Joshū sasori: Dai-41 zakkyo-bō)
- 1973: Sasori – Den of the Beast (Joshū sasori: Kemono-beya)
- 1977: Inugami no tatari
- 1982: Yūkai hōdō
- 1983: Hakujashō
- 1985: Hana ichimomme
- 1988: Hanazono no meikyu
- 1989: Kaze no matasaburo – Garasu no manto
- 1995: Lupin III: Farewell to Nostradamus (Rupin sansei: Kutabare! Nosutoradamusu)
- 1998: Puraido: Ummei no toki
- 2006: Eiga kantoku tte nanda!
- 2010: Rosuto kuraimu: Senkō